# Kunio Kitamura
Kunio Kitamura (北村 邦夫 Kitamura Kunio?,  nacido el 4 de agosto de 1968 en Shizuoka) es un exfutbolista japonés. Jugaba de defensa y su último club fue el Gamba Osaka de Japón.

## Trayectoria

### Clubes
| Club        | País  | Año         |
| ----------- | ----- | ----------- |
| Honda       | Japón | ????        |
| Gamba Osaka | Japón | ???? - 1996 |